# Richard de Salerno
Richard de Salerno sau Richard al Principatului (n. cca. 1060–d. 1114) (nu trebuie confundat cu vărul său omonim, Richard, fiul lui Drogo de Hauteville), a fost un nobil normand, membru al familiei Hauteville, participant la Prima cruciadă și regent în Comitatul de Edessa în perioada 1104 - 1108.
Richard s-a născut în jurul anului 1060, fiind al treilea fiu al lui Guillaume al Principatului, conte normand, cu Maria, fiica lui Guido, duce longobard de Sorrento. De asemenea, el era unul dintre mulții nepoți de frate ai lui Robert Guiscard și ai lui Roger I de Sicilia, participând în primii ani de după stabilirea în sudul Italiei alături de unchii săi la cucerirea Siciliei.
În 1097, Richard s-a alăturat vărului său, Boemund și nepotului său, Tancred de Taranto, în Prima cruciadă. Richard și Tancred s-au remarcat prin că erau printre puținii cruciați vorbitori de limba arabă, o abilitate deprinsă desigur pe parcursul războaielor din Sicilia, care avea o puternică prezență arabă. Ana Comnena relatează că, atunci când Richard a traversat Marea Adriatică, vasul său a fost atacat și capturat de către o flotă bizantină, care îl confundase cu un pirat. El a fost eliberat curând și s-a raliat principalei armate cruciate care străbătuse Bulgaria și Ungaria. Alături de Tancred, Richard a refuzat jurământul de fidelitate față de împăratul Alexios I Comnen, preferând să treacă Bosforul în secret.
Richard a fost unul dintre comandanții care au purtat bătălia de la Dorylaeum din vara lui 1097. În 1098, Richard și Tancred s-au alăturat lui Bohemund la asediul Antiohiei. Richard s-a aflat printre cei capturați odată cu Bohemund în 1100, căzând într-o ambuscadă a Danișmenizilor în bătălia de la Melitene. De acolo, Richard a fost trimis în fața împăratului Alexios Comnen, care l-a închis în Constantinopol înainte de a fi eliberat în 1103. Apoi, vărul său Tancred l-a numit guvernator al Edessei în iarna lui 1104, oraș pe care l-a administrat până în 1108. Richard a fost privit cu ostilitate de către localnici din cauza cruzimii și lăcomiei sale. În aceeași perioadă, Richard a activat și ca diplomat, călătorind în Franța și Italia și intermediind căsătoria lui Boemund cu principesa Constanța de Franța. El apare și ca martor al tratatului de la Devol din 1108, semnat între Boemund și împăratul Alexios. A fost de asemenea participant la campaniile infructuoase ale lui Bohemund împotriva bizantinilor, deși se pare că ar fi urzit un complot alături de Alexios împotriva vărului său. După moartea lui Bohemund din 1111, Richard s-a retras la Marash, unde a murit în puternicul cutremur din 29 noiembrie 1114.
Căsătorit cu Altruda, a avut un fiu, Roger de Salerno, care a devenit regent în Principatul de Antiohia. Fiica sa, Maria, a fost soția contelui Josselin I de Edessa.